# Onze-Lieve-Vrouw-van-Fatimakerk (Gijmel)

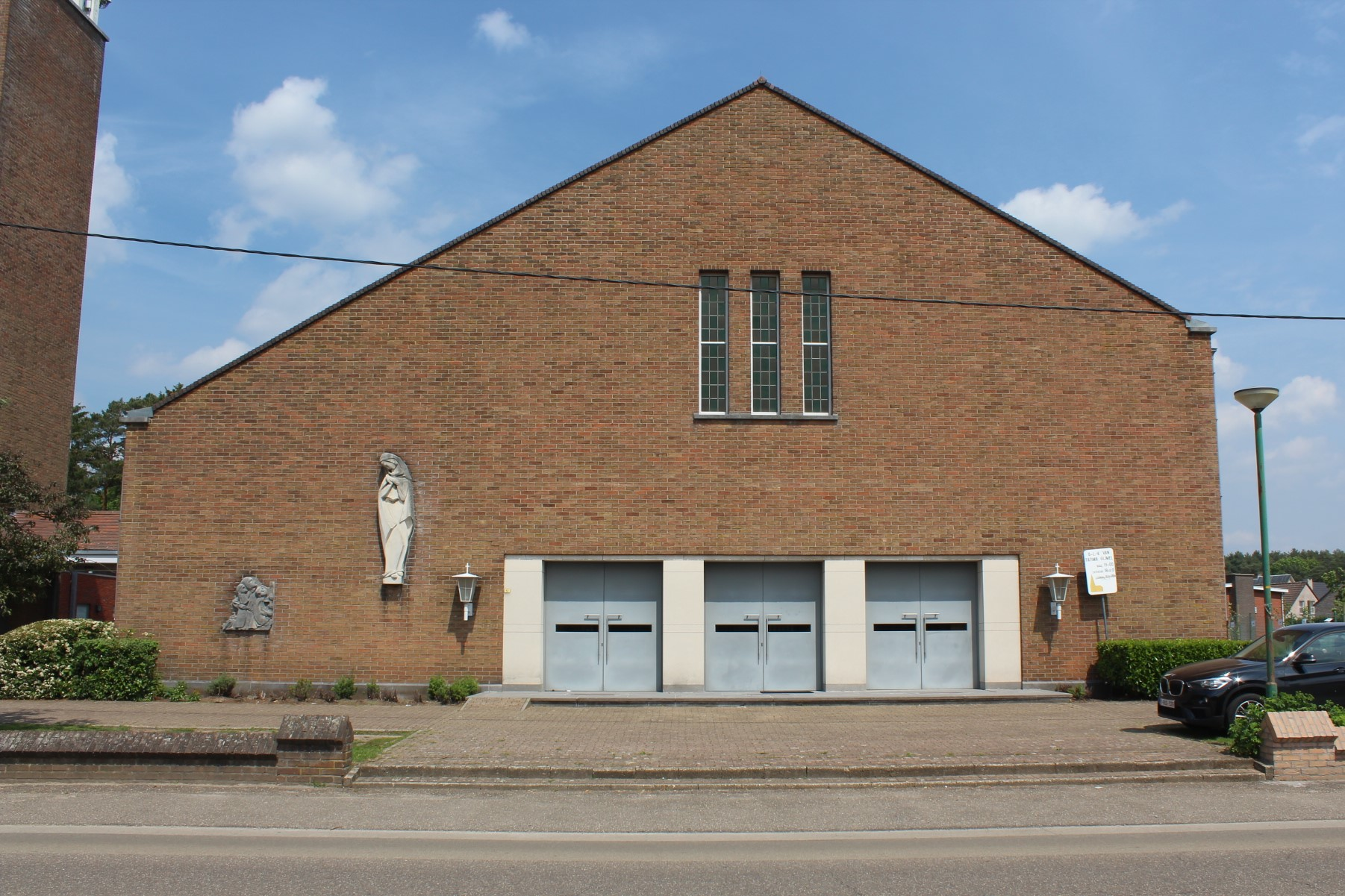
Vooraanzicht van de Onze-Lieve-Vrouw-van-Fatimakerk (Gijmel)

De Onze-Lieve-Vrouw-van-Fatimakerk is een parochiekerk uit 1962 in het gehucht Gijmel van het Belgische dorp Langdorp (Aarschot). De kerk is toegewijd aan Onze-Lieve-Vrouw van Fatima. 

## Ontstaan van de parochie
Gijmel werd reeds in prehistorische tijden bewoond. In 1951 werd in een zandgroeve op de Gijmelberg, langs de Oude Mechelsebaan, een urnengrafveld ontdekt dat van vier eeuwen voor onze tijdrekening dateert. In die periode ontwikkelden nederzettingen zich in deze regio in de Demervallei of op de onmiddellijke hoogtes in de buurt van de rivier. 
Sommige nederzettingen zoals het nabije Wolfsdonk groeiden in de middeleeuwen uit tot parochies. Gijmel zou pas na de Tweede Wereldoorlog een parochie worden.
Op een kaart uit 1597 uit de albums van Karel van Croÿ, hertog van Aarschot (1595-1612), bevond zich in het centrum van het gehucht een kapel gewijd aan Sint-Hubertus. Zoals blijkt uit het feit dat aan deze kapel een Broederschap van de H. Hubertus verbonden was, moet de kapel een zeker belang gehad hebben. Op figuratieve tekeningen was het een eenbeukig gotisch gebouw met een schaliedak en een dakruiter. We vinden nog verwijzingen naar deze kapel op de kaart van Ferraris (1771-1778) en op deze van Vandermaelen (1846-1854). Op de kaart van het NGI uit 1873 is er geen aanduiding meer voor de kapel te vinden en kunnen we veronderstellen dat deze toen al afgebroken was.
In het interbellum nam de bewoning in het gehucht toe. In 1937 werd een wijkschool opgericht. Onmiddellijk na de Tweede Wereldoorlog vroegen de inwoners van het gehucht om een eigen wijkkapel of een volwaardige kerk. Tot dan toe waren de buurtbewoners aangewezen op de twee kilometer verder gelegen parochiekerk Sint-Pieters van Langdorp.
In 1956 werd het gehucht Gijmel bij Koninklijk Besluit officieel erkend als hulpparochie en werd door de gemeenteraad van Langdorp een subsidie van een miljoen francs goedgekeurd om een kerk te bouwen. De goedkeuring van de plannen door de Koninklijke Commissie voor Monumenten liet op zich wachten. In 1956 werd de wijkschool uitgebreid met een klaslokaal dat tevens dienst kon doen als noodkapel. In 1959 kreeg deze noodkapel een dakruiter met een scheepsklokje van een Grieks vrachtschip. In april 1961 werd de eerste steen voor de nieuwe kerk gelegd en na een korte bouwperiode werd de kerk in mei 1962 door monseigneur Schoenmaeckers gewijd. In het daaropvolgende jaar werd zowel publiek- als kerkrechtelijk de parochie officieel ingesteld. 

## Architect
De plannen van de kerk werden getekend door architect Jos Gabriëls (1920 – 1979) uit Brasschaat. Hij ontwierp o.a. de Sint-Luciakerk (1955) in Begijnendijk en de Sint-Odradakerk (1961) te Mol-Millegem.

## Beschrijving exterieur

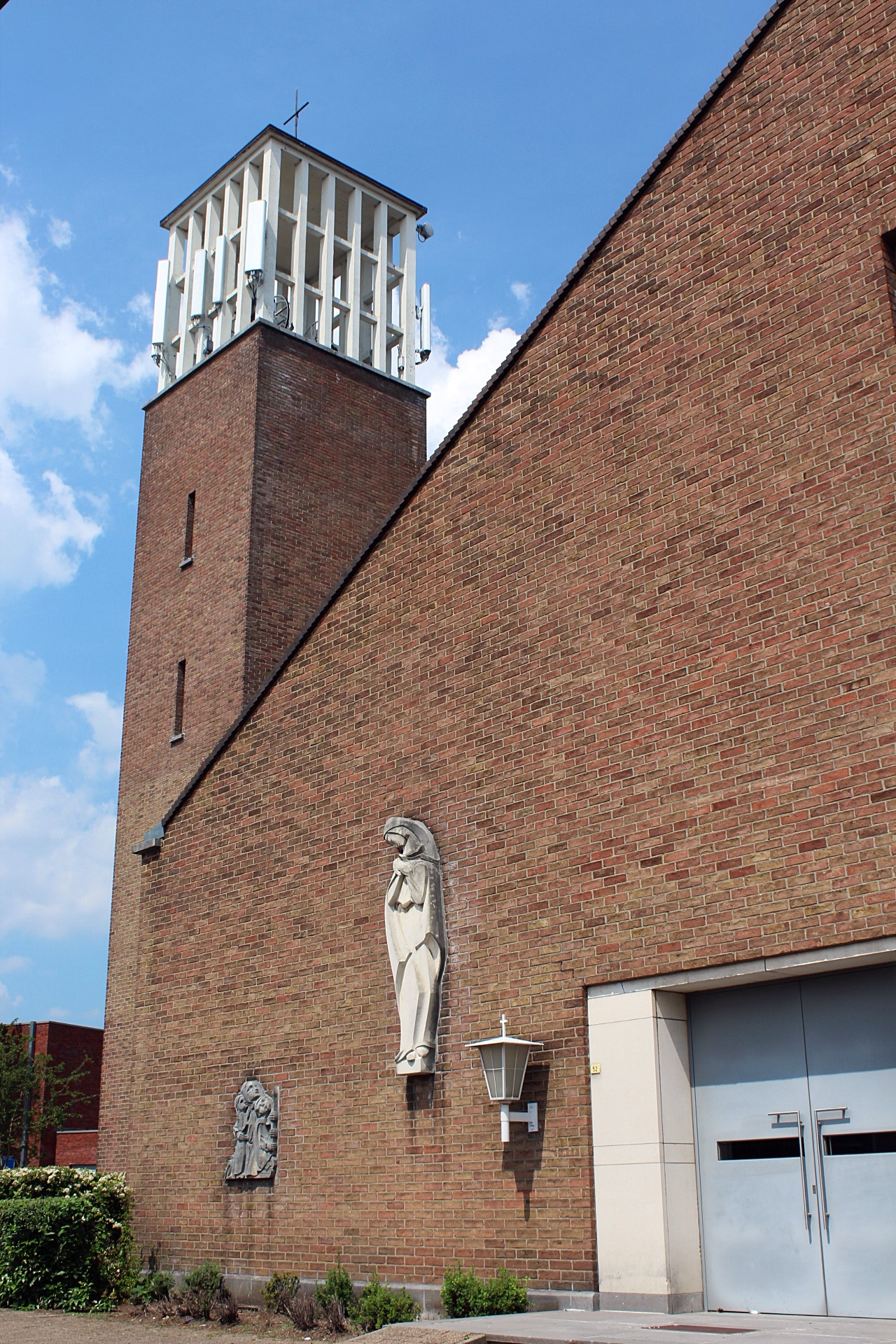
De 25 meter hoge toren met lantaarn.

De kerk heeft het moderne uitzicht van na de Tweede Wereldoorlog. Er is een gelijkenis met de Sint-Luciakerk (Begijnendijk) en de Sint-Odradakerk (Mol). De spitse, volumineuze en sobere voorgevel doet denken aan de grote Kempense hoeves. De toren is bijna van het kerkgebouw losgemaakt. We zien deze tendens eveneens bij de eerder genoemde kerken. De indruk van een Italiaanse campanile wordt nog verstrekt door de opengewerkte lantaarn met de luidklokken. Het gebruik van witte steen accentueert deze lantaarn tegen het overwegend uit grijsrode baksteen opgetrokken kerkgebouw. De toren is bijna 25 meter hoog.
Net als bij de Sint-Odradakerk te Mol bestaat de brede, rechthoekige ingang uit drie toegangsdeuren en wordt de vlakke gevel doorbroken door rechthoekige vensters. 
Op de voorgevel werd een beeldengroep van kunstenaar Willem de Backer aangebracht. Het stelt de verschijning van Onze-Lieve-Vrouw van Fatima voor aan de herderskinderen Lucia, Francisco en Jacinta. De halfverheven beelden van Onze-Lieve-Vrouw en van de kinderen zijn op enkele meters los van mekaar geplaatst.

## Beschrijving interieur
De binnenruimte biedt plaats aan 500 kerkgangers en bestaat uit een  functionele zaalkerk van 34,5 meter lengte en 23 meter breedte. De zijbeuken zijn asymmetrisch van grootte. De noordelijke beuk is een ruime winterkapel van 18 meter op 6,5 meter. De zuidelijke beuk daarentegen is vrij smal. Hier staan de drie biechtstoelen.
Door de aanwezigheid van talrijke hoge rechthoekige vensters van ongekleurd glas in de witgeschilderde zijmuren, is het hele interieur erg licht.
Het gebruik van de rechthoek als geometrisch bouwelement is opvallend aanwezig. Samen met het gebruik van materialen zoals tropisch hout, geschilderd beton en natuursteen, ademt de architectuur de sfeer van Expo ‘58. We zien o.a. een rechthoekige indeling van de ruimten, rechthoekige ramen samengesteld uit kleine rechthoekige roeden, rechthoekige pijlers en een recht afgevlakt koor. Het plafond wordt gesteund en geritmeerd door geknikte betonnen dragers. Tussen deze witte dragers contrasteren rode vierkanten cassettes.
Andere opvallende accenten in deze overwegend witte ruimte zijn het gebruik van grijze natuursteen voor de pijlers, zwart marmer voor het altaarpodium en rood tropisch hout voor de grote biechtstoelen en de bijna gesloten, licht gebogen balustrade van het doksaal.

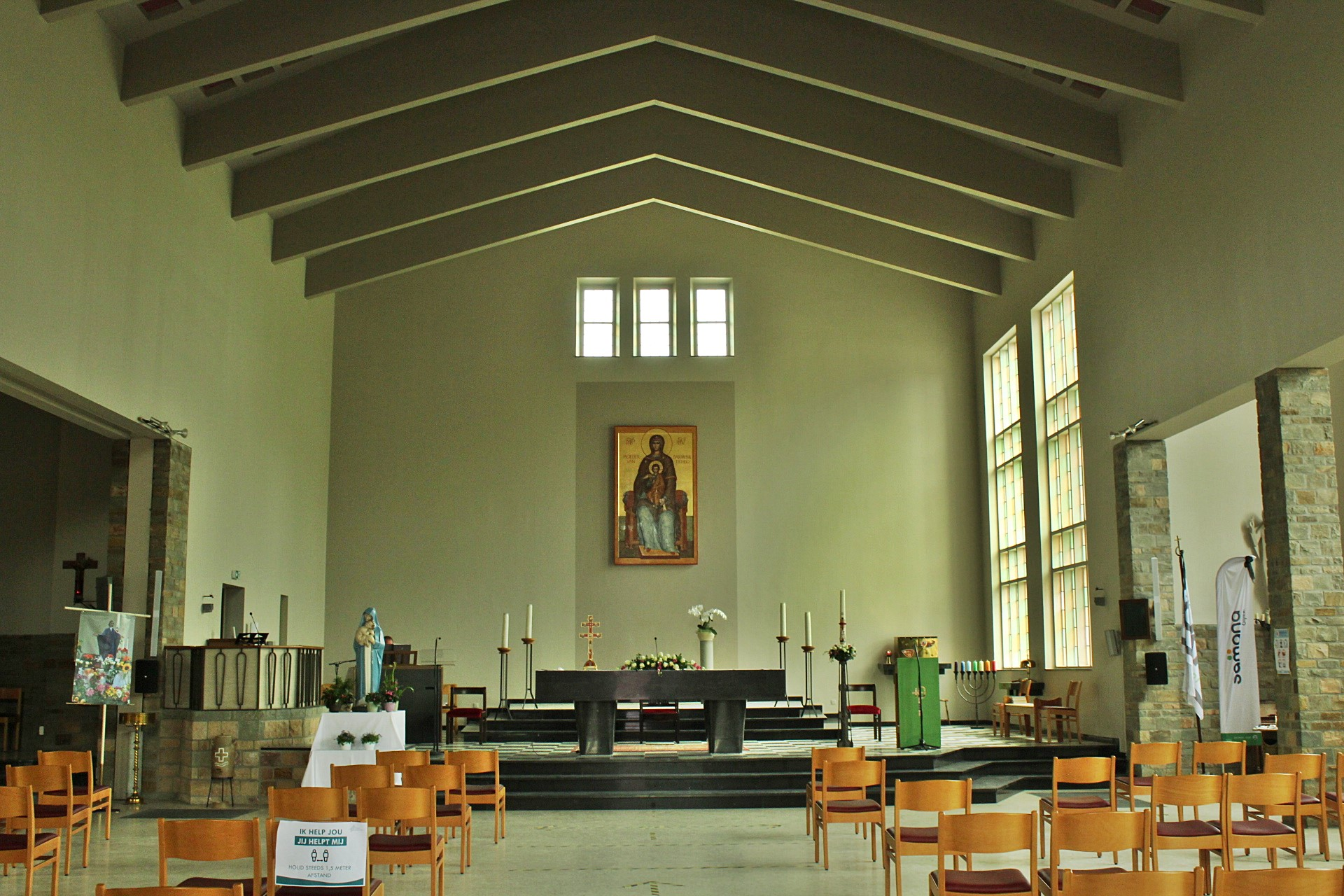
Zicht vanuit de middenbeuk op het koor.

De indeling van de kerk was vrij traditioneel opgezet met het altaar op de hoogste zone van het podium tegen de buitenmuur van het koor aan en de duidelijk afgescheiden ruimte voor de gelovigen en het priesterkoor. Onder invloed van het Tweede Vaticaans Concilie (1962 – 1965) dat onmiddellijk na de bouw van de kerk plaatshad, werd het volksaltaar dichter bij de gelovigen geplaatst.
De kerk bevat eigentijds beeldhouwwerk van de kunstenaar Willem De Backer. Van zijn hand zijn onder andere de kruisweg in gebakken klei en het witstenen Onze-Lieve-Vrouwebeeld in de winterkapel.
Op de vlakke muur van het priesterkoor hangt een icoon van iconograaf Joris Van Ael. Het stelt de ‘Moeder van Barmhartigheid’ voor.

## Orgel
Het orgelpositief werd in 1968 geïnstalleerd en komt uit de noodkerk van de nabije parochie van Christus-Koning. Het werd in 1962 gebouwd door orgelmaker Emile Verschueren uit Tongeren.

## Klokken

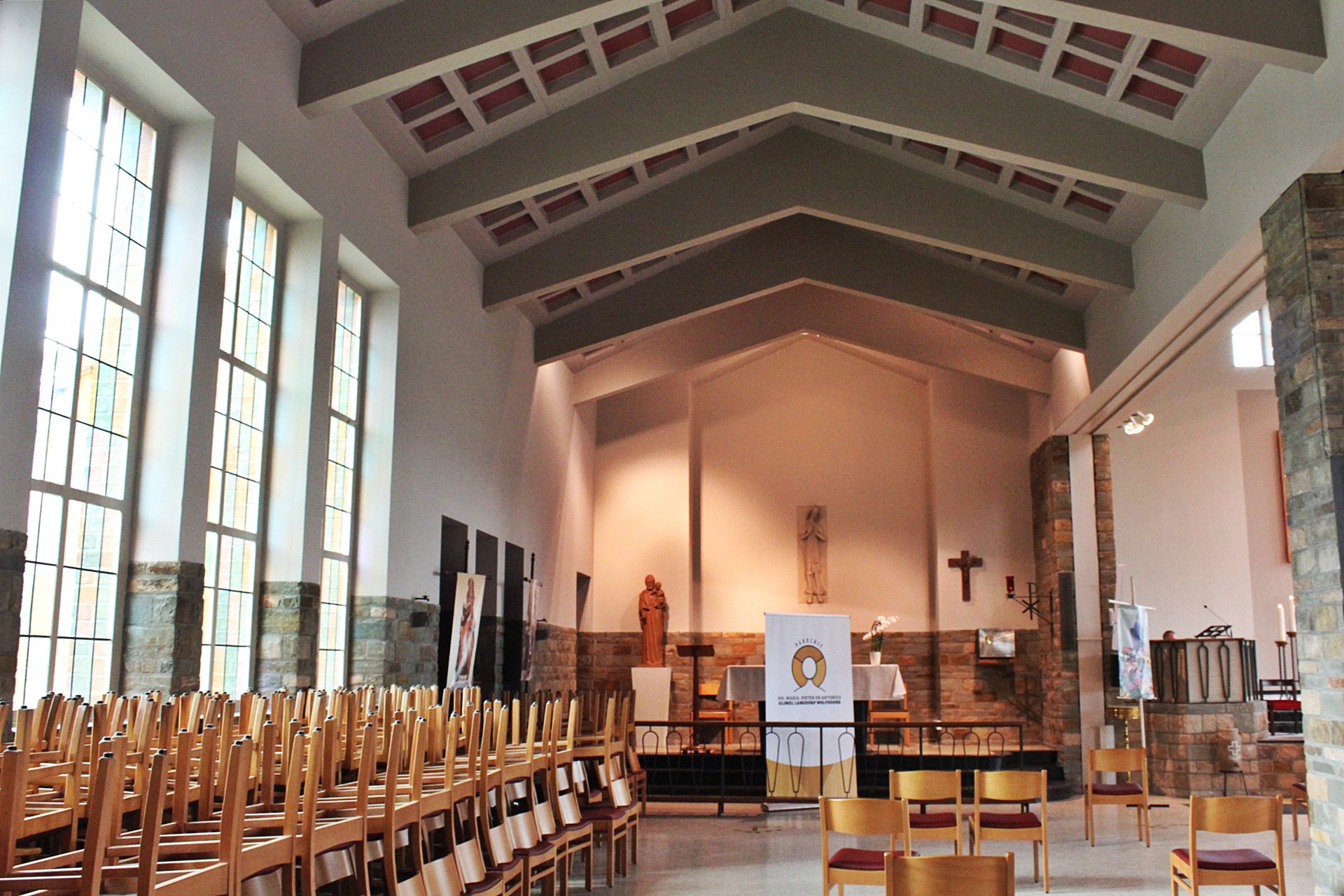
Winterkapel

In 1964 werden door klokkengieter Sergeys uit Leuven twee klokken gegoten. Ze waren een schenking van de parochianen. De ene klok werd toegewijd aan Onze-Lieve-Vrouw van Fatima (710 kg) en de andere klok aan Sint-Pieter (417 kg). In hetzelfde jaar werd door het gemeentebestuur van Langdorp het Angelusklokje (218 kg) geschonken. Het is toegewijd aan aartsengel Gabriël.

## Site
De site sluit aan bij de Homberg en was gedurende eeuwen een heidegebied dat in de 19de eeuw beplant werd met naaldhout. De kerk ligt ongeveer een kilometer buiten de historische kern van het gehucht waar de Sint-Hubertuskapel stond. De bebouwing in deze regio was op het moment van de bouw sterk verspreid zodat deze locatie voor de buurtbewoners gemakkelijk bereikbaar was. 
Verschillende katholieke gebouwen en instellingen werden op deze plaats geïnstalleerd. In de onmiddellijke omgeving van de kerk is er de kleuterschool en de lagere school. In de Hombergstraat, op minder dan 100 meter van de kerk, stond de pastorie. Enkele winkels en cafés profiteerden van de aanwezigheid van de kerk zodat de omgeving het levendige karakter van een sociale ontmoetingsplaats kreeg.
Er is geen kerkhof rond de kerk. Begraafplaatsen zijn een gemeentelijke bevoegdheid. De gelovigen worden begraven op het nieuwe gemeentelijke kerkhof uit de jaren 1960, gelegen halverwege de kerken van Langdorp en Gijmel.

## Onze-Lieve-Vrouw van Fatima
De patrones van de parochie en de kerk is Onze-Lieve-Vrouw van Fatima. Na de verschijning in Lourdes in 1859 volgde een reeks van Mariaverschijningen aan eenvoudige en arme mensen. In Fatima verscheen Maria in 1917 aan herderskinderen. In 2017 werden deze kinderen heilig verklaard.
De keuze van Onze-Lieve-Vrouw van Fatima als patrones voor de nieuwe parochie sloot aan bij het in de jaren 1950 en 1960 overwegend economisch arme karakter van noordelijk Hageland.

## Fotogalerij

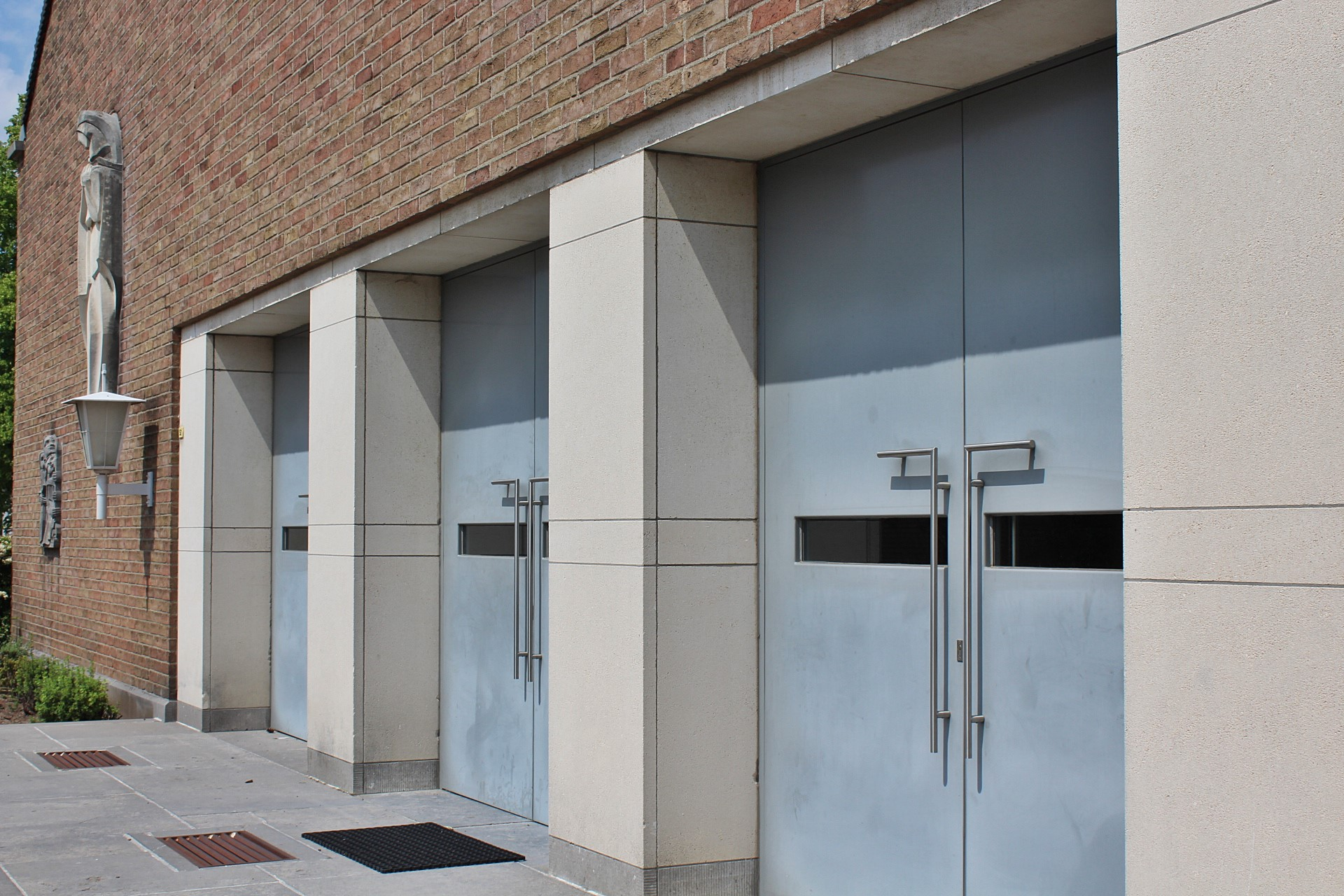
Ingang met drie brede toegangsdeuren.
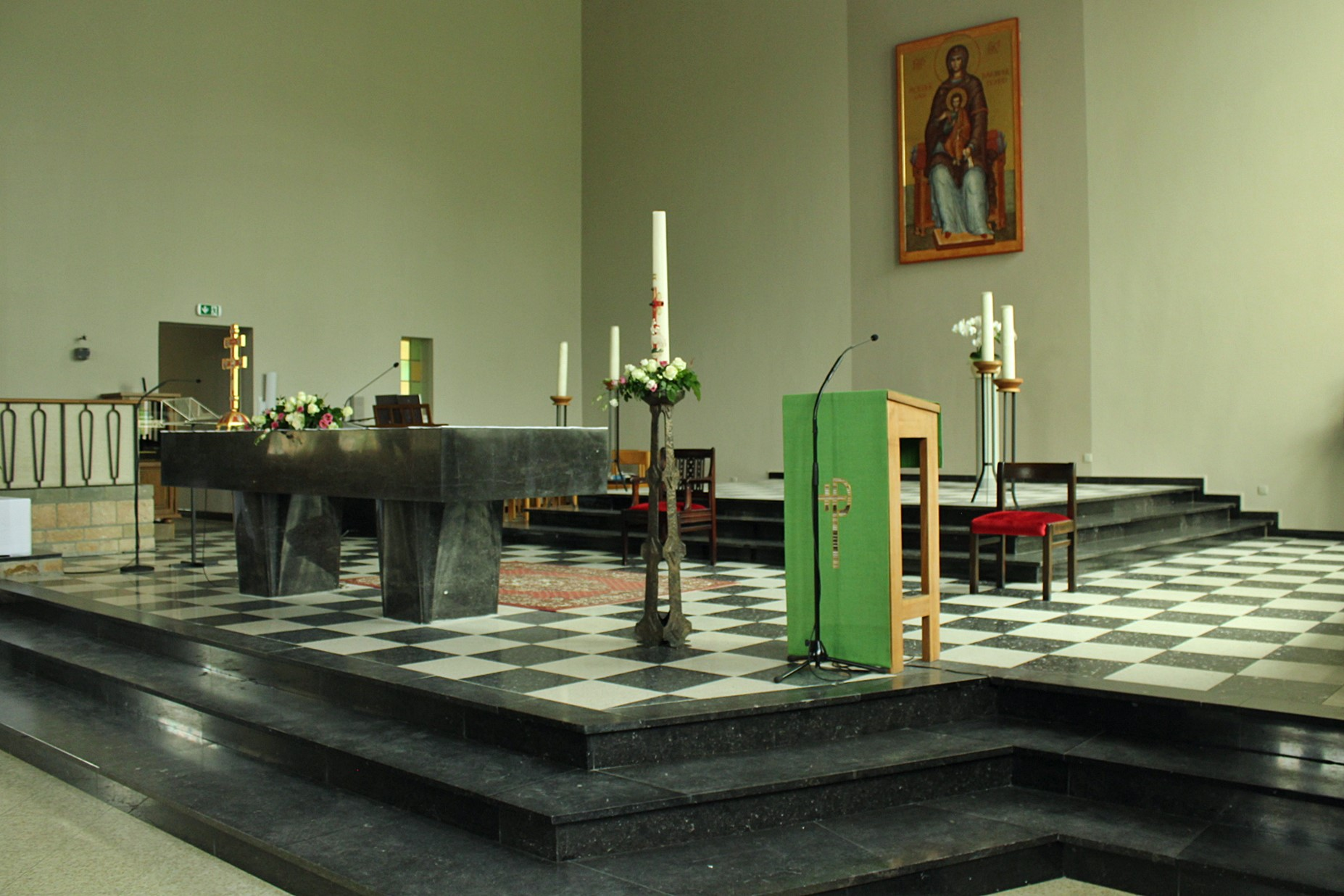
Priesterkoor met volksaltaar.
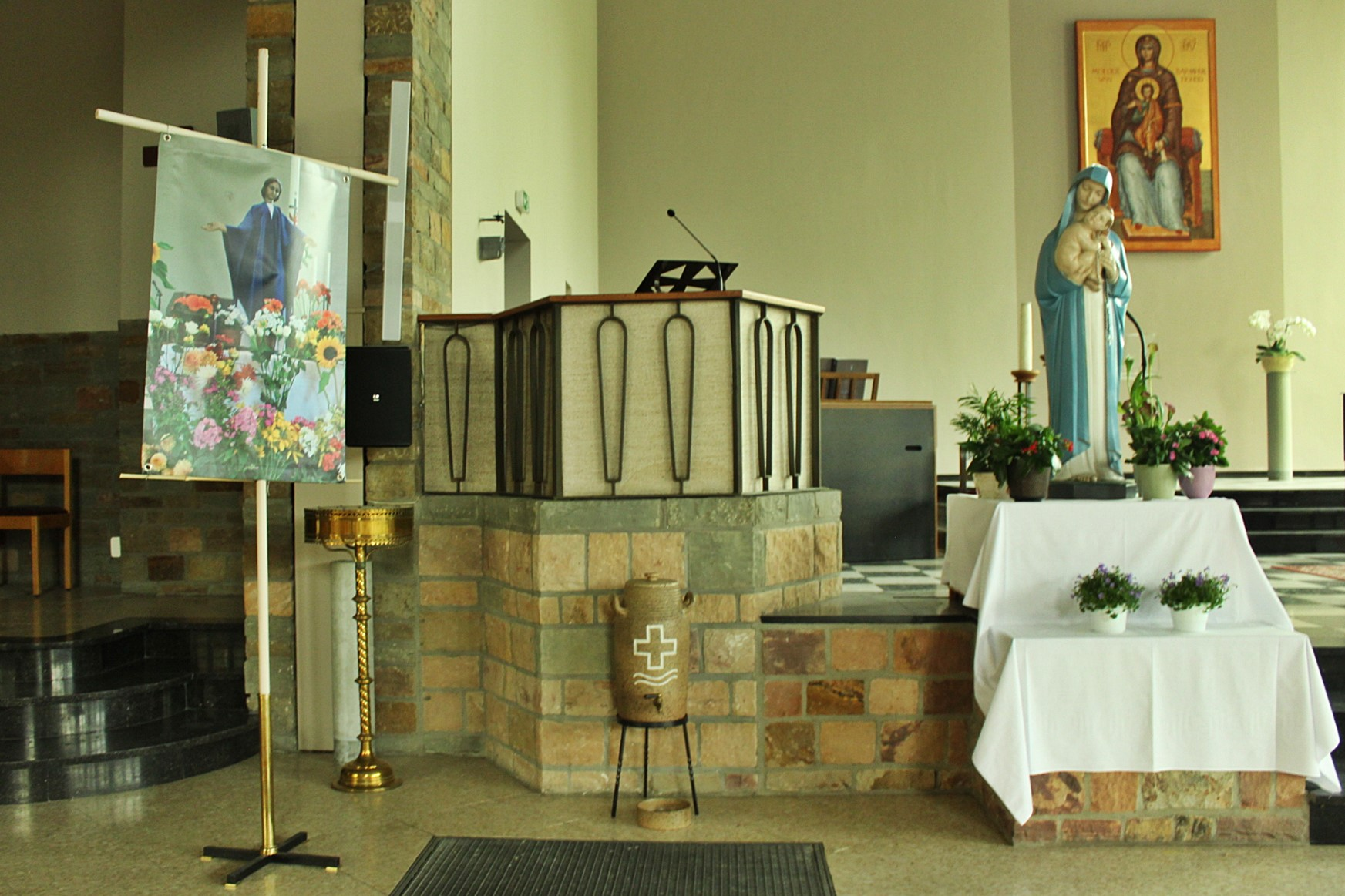
Kansel aan het koor.
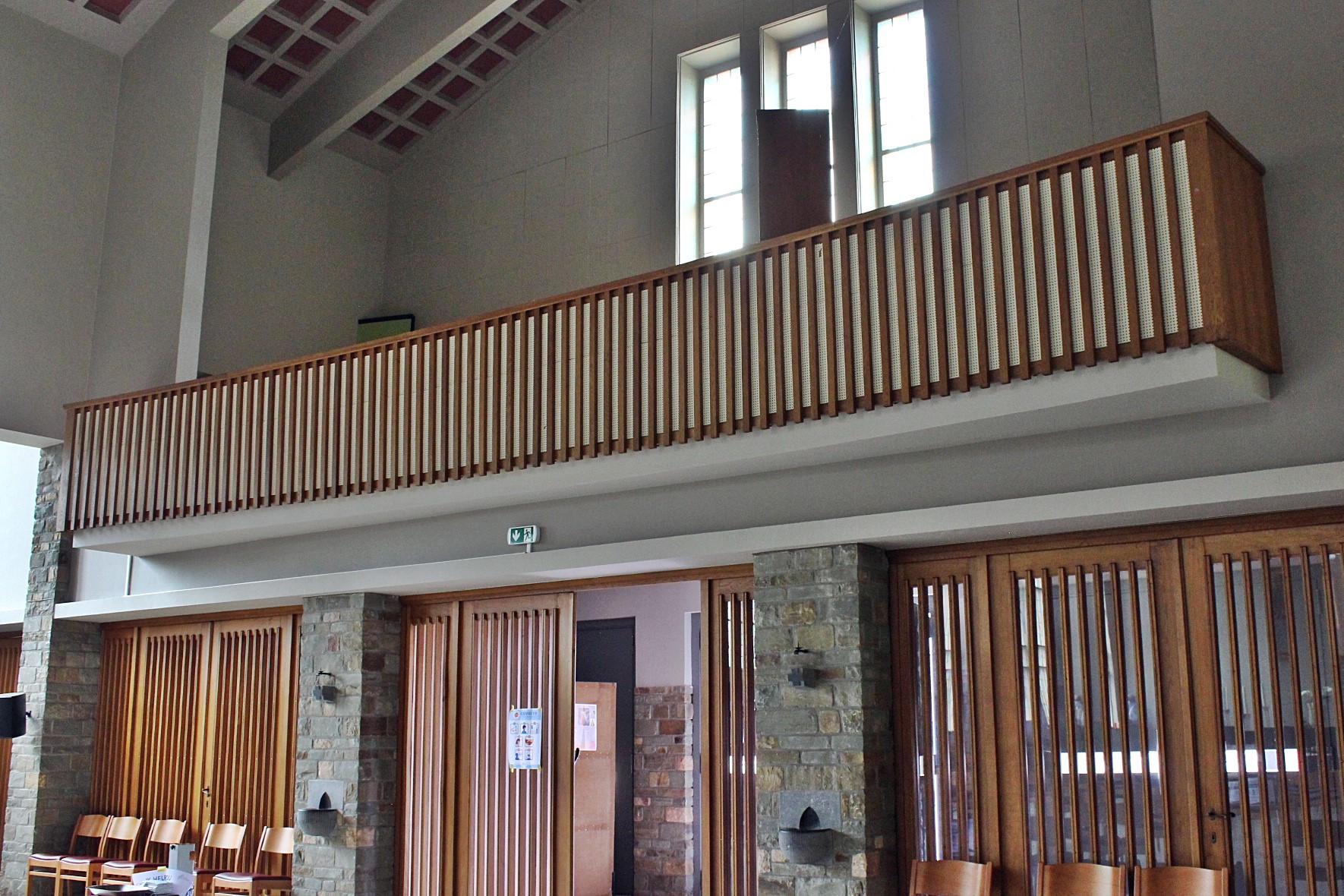
Oksaal en hoofdingang.
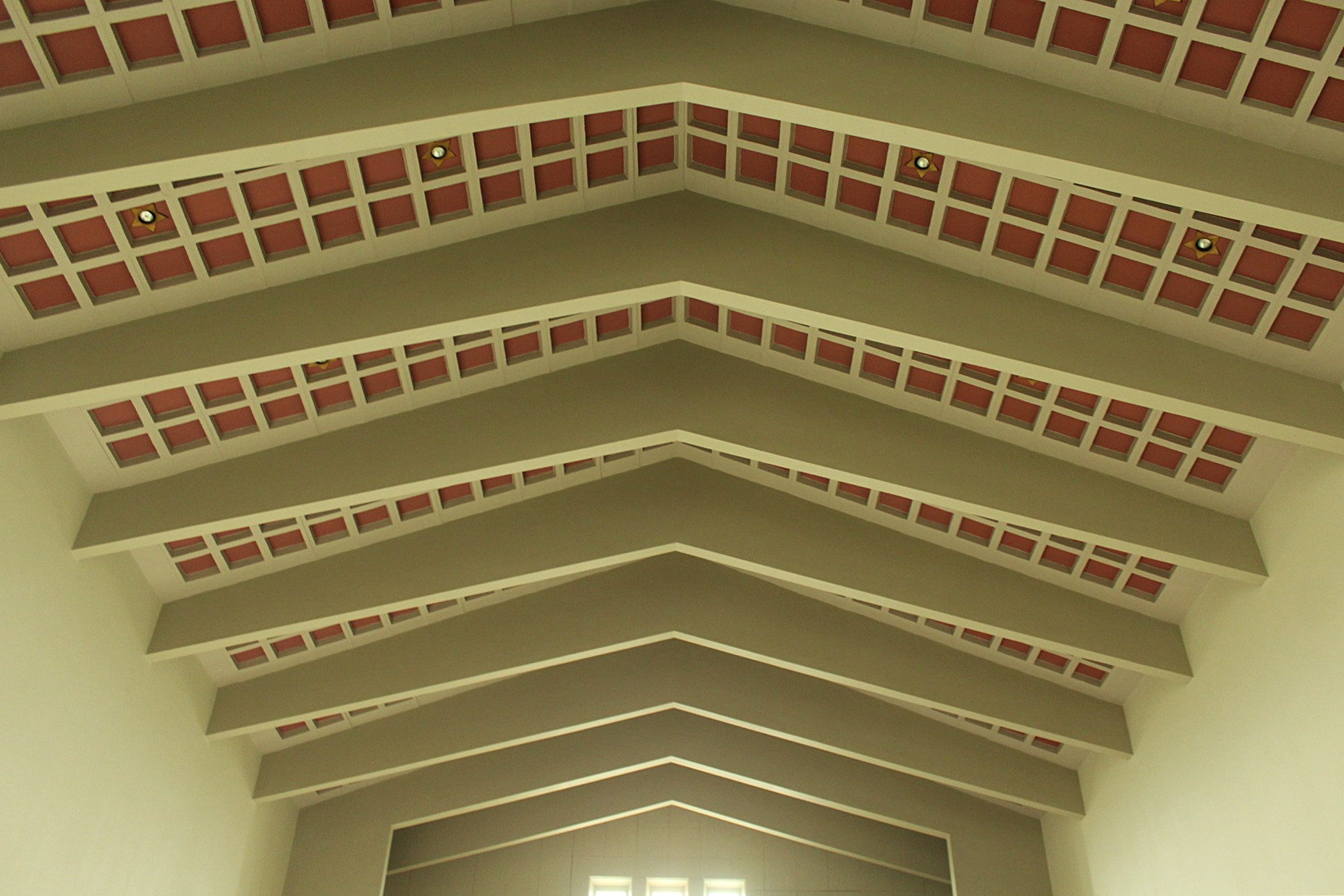
Plafond.
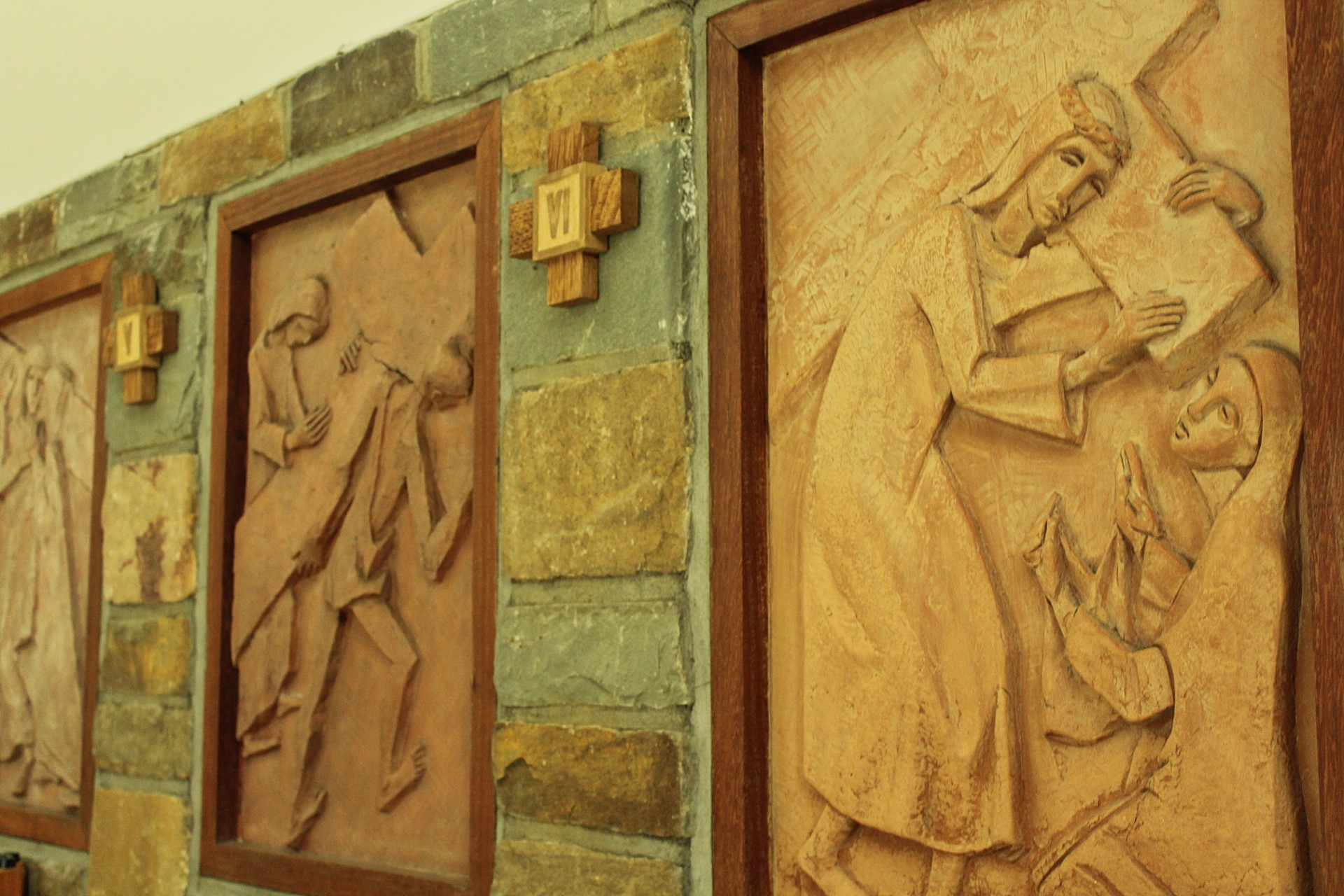
Kruisweg van W. De Backer.
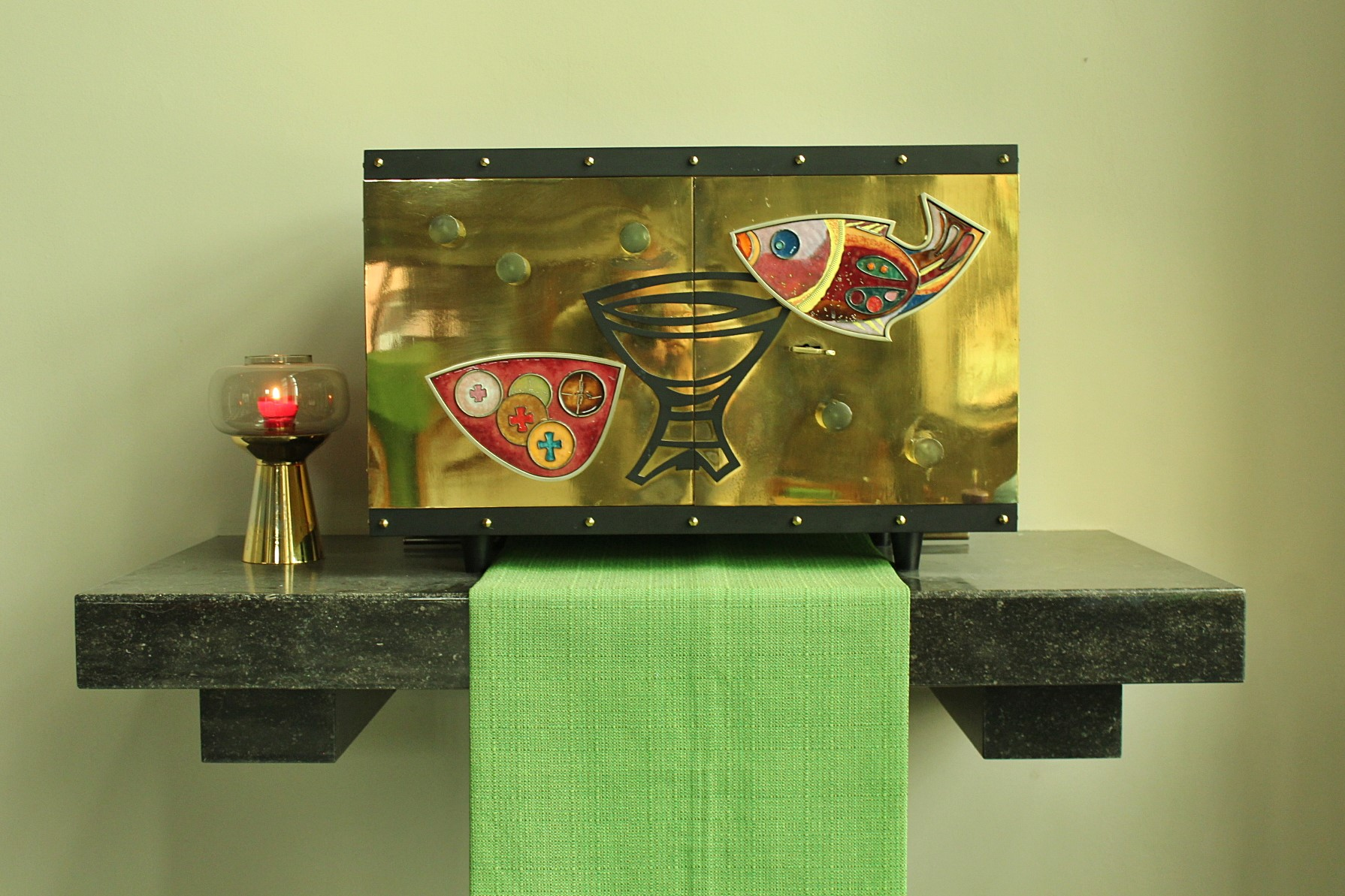
Tabernakel in het priesterkoor.
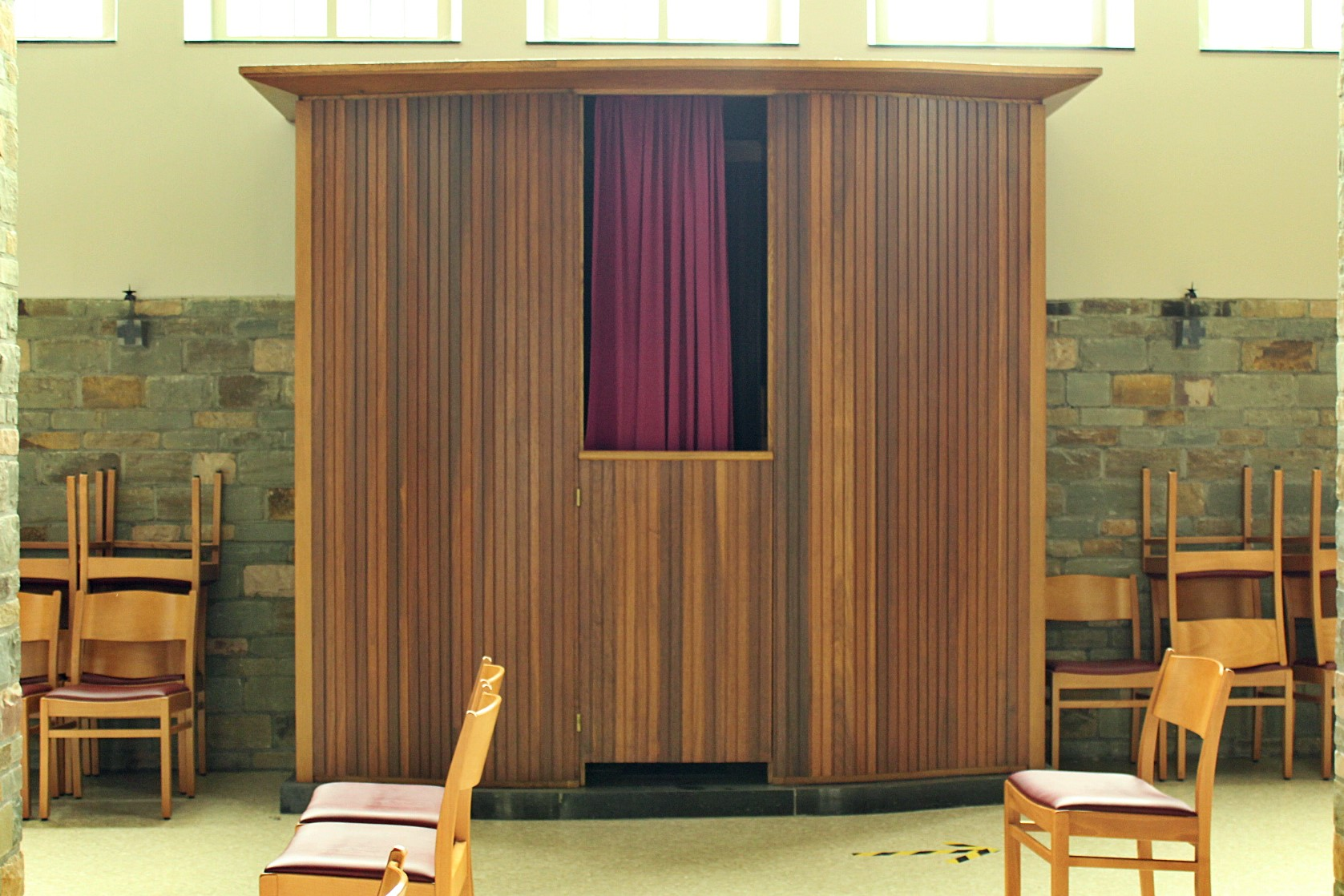
Biechtstoel.
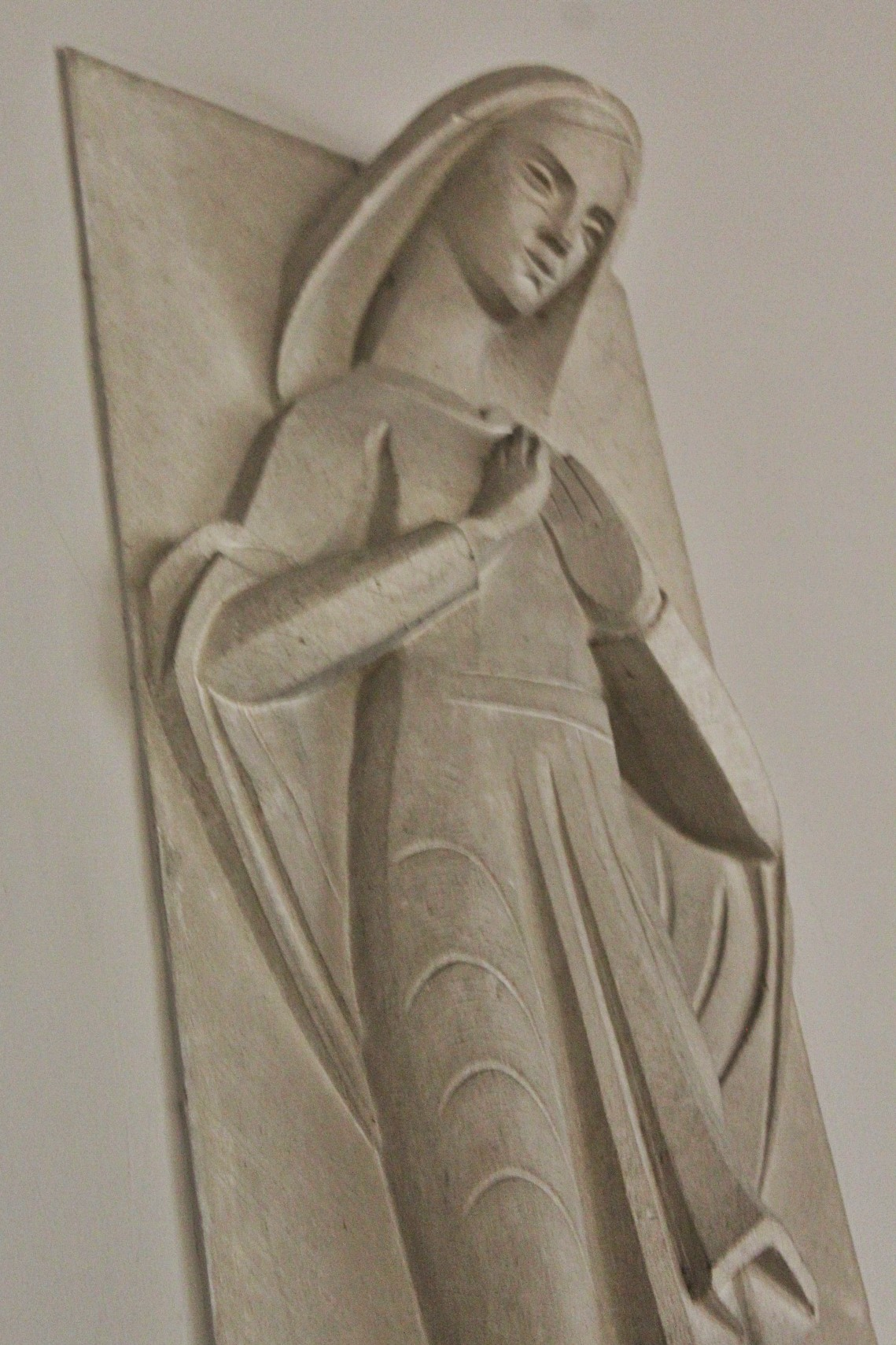
Onze-Lieve-Vrouw van Fatima (W. de Backer)
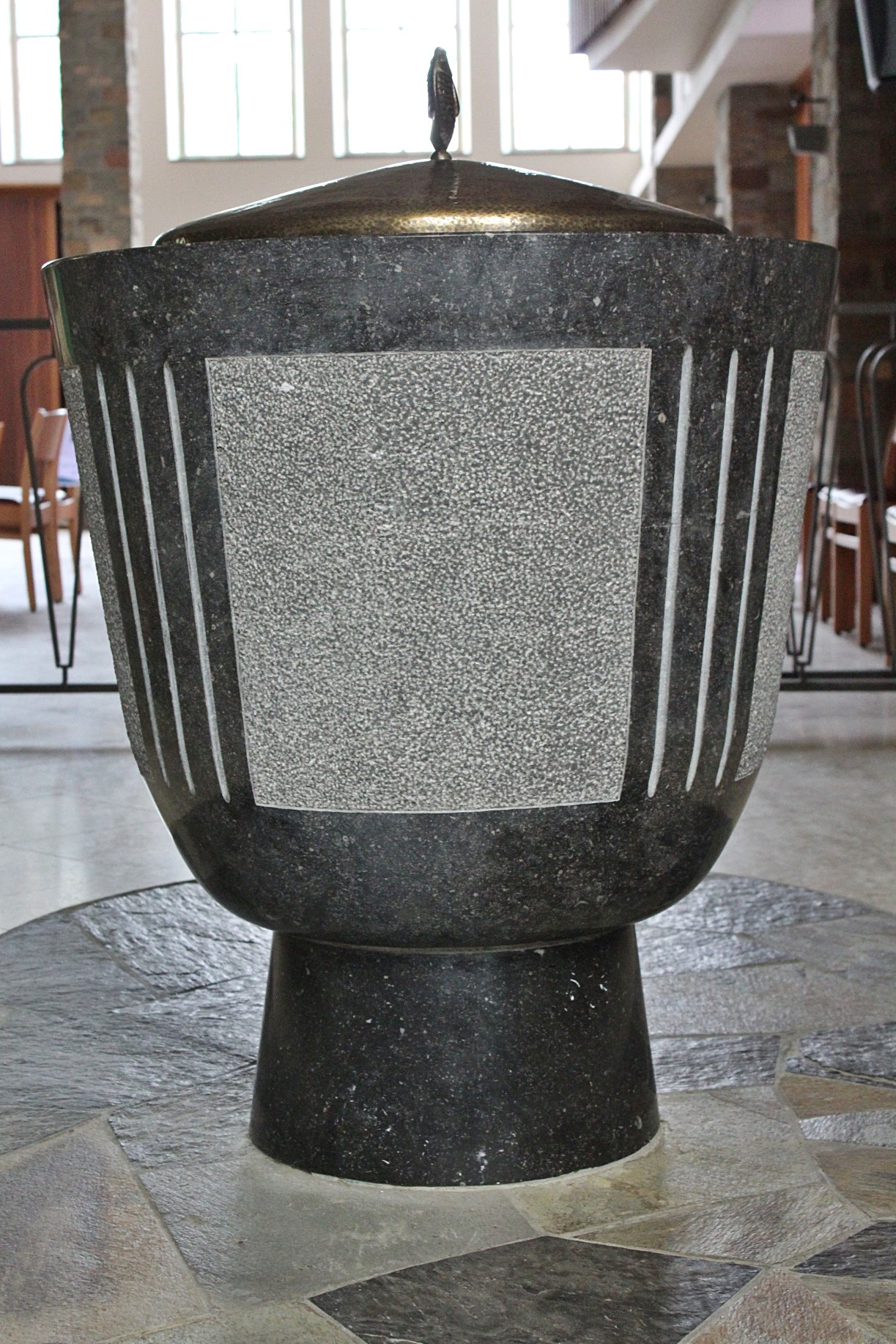
Doopvont.
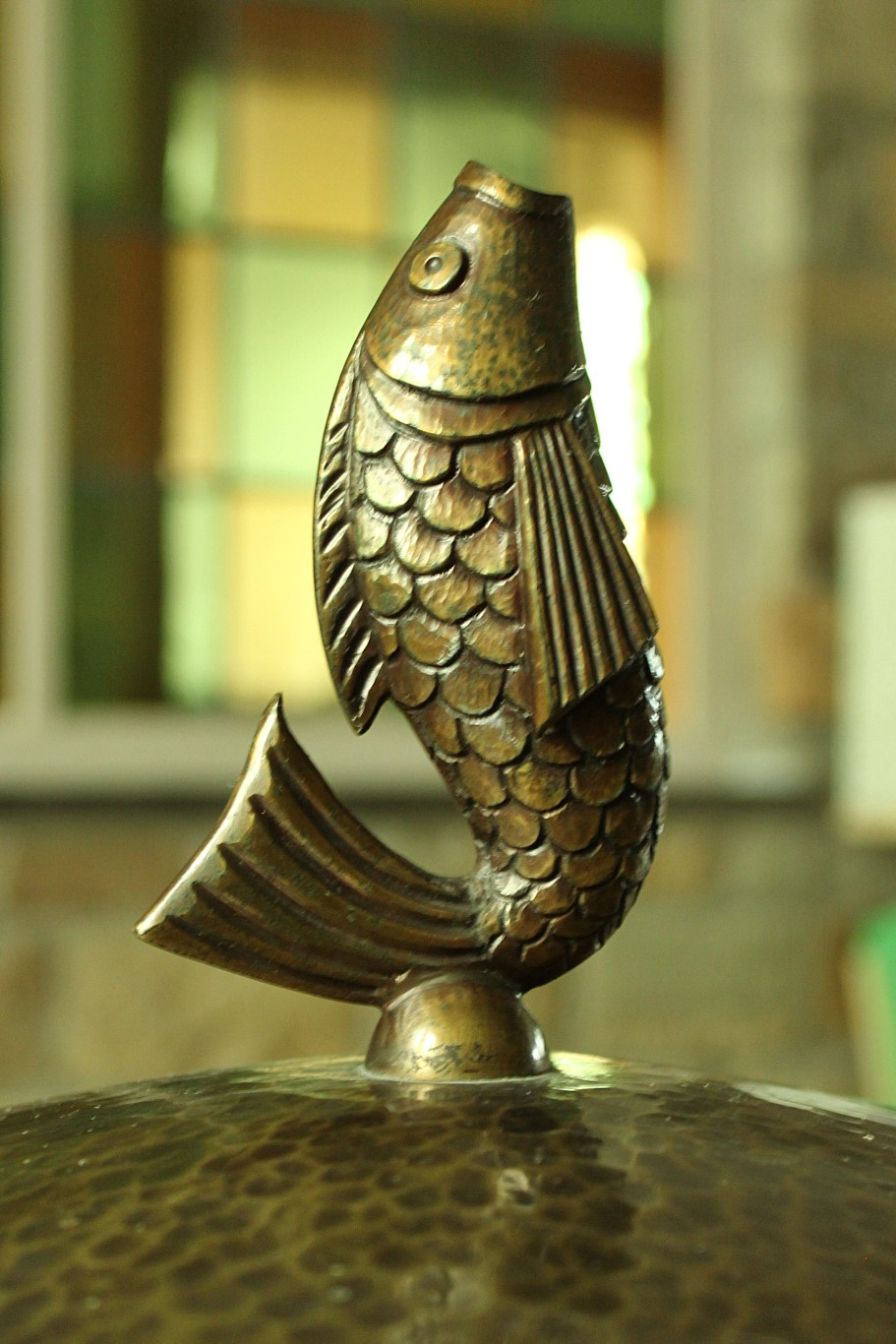
Detail van de doopvont.
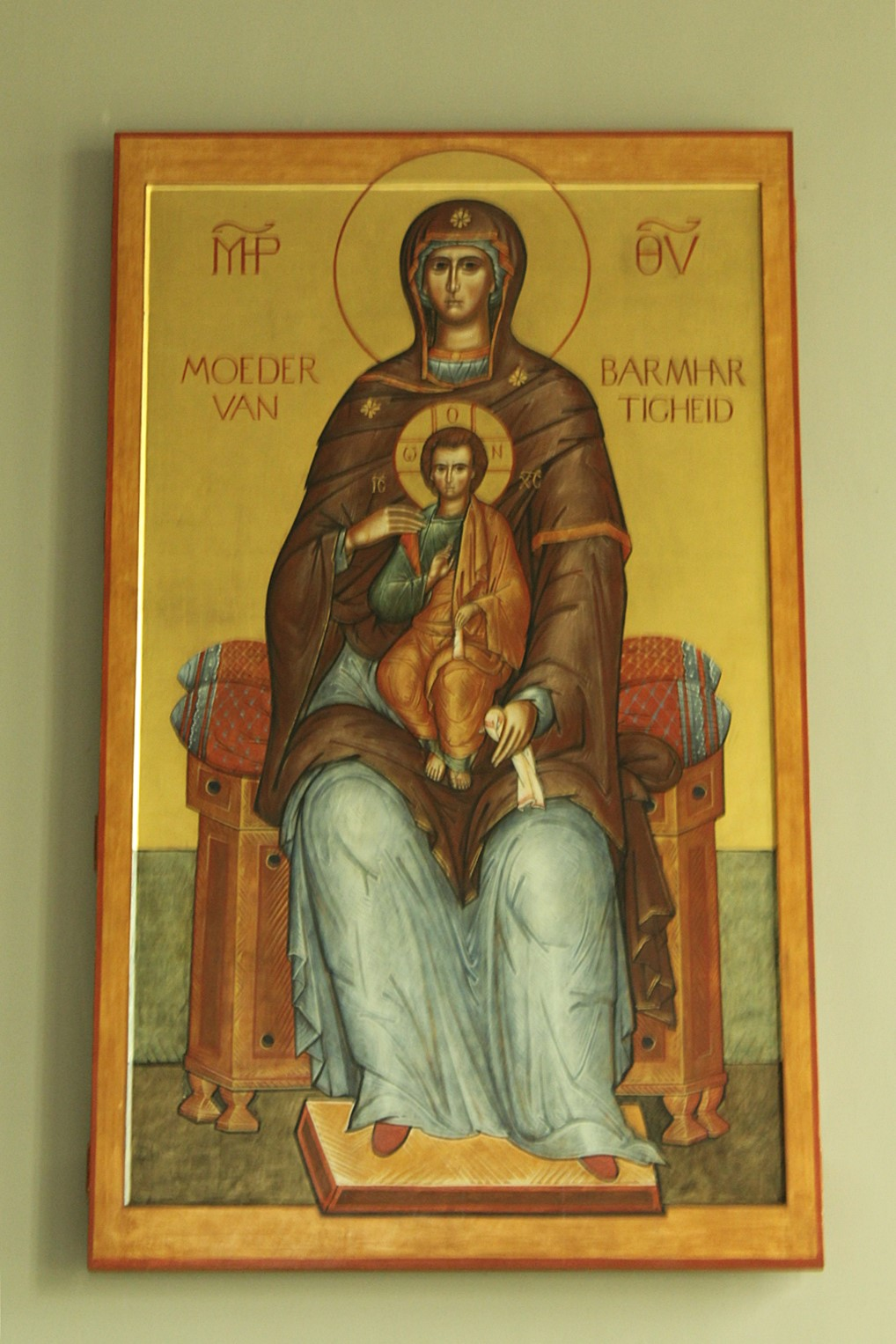
Icoon van J. Van Ael.
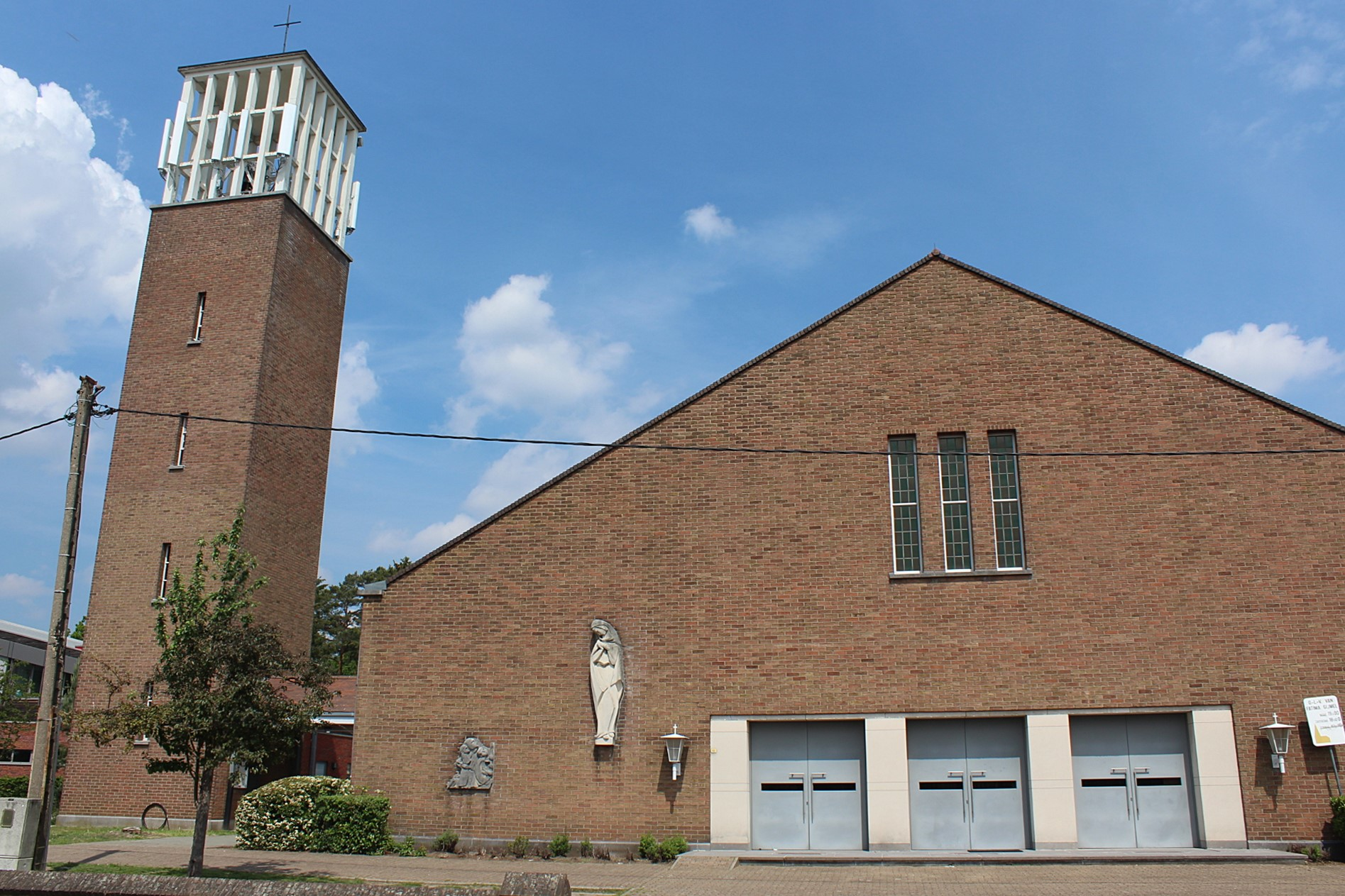
Vooraanzicht met gevel en toren.